# Have a Nice Life

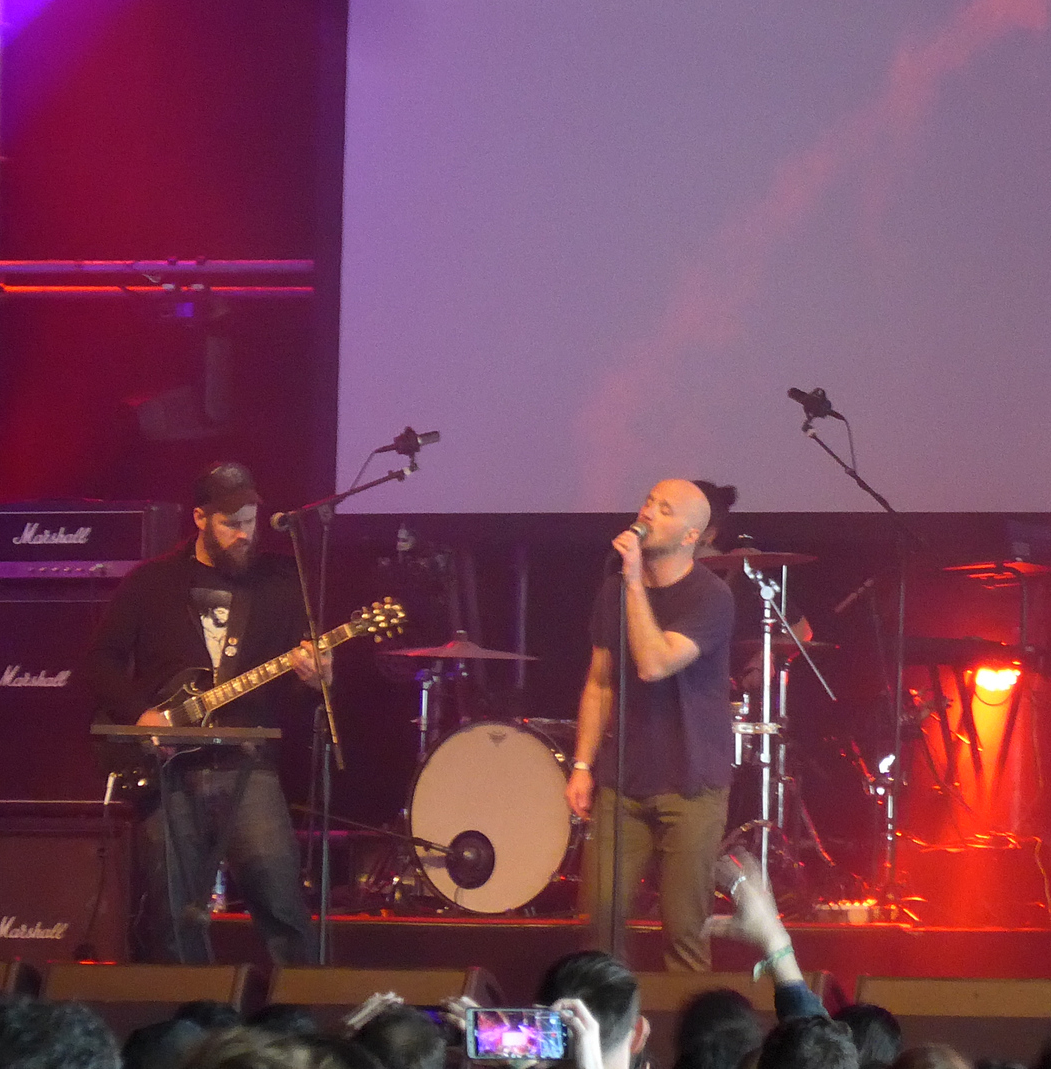
Have a Nice Life uppträder 2019

Have a Nice Life är ett amerikanskt experimentellt rockband som grundades i Connecticut 2000 av Dan Barrett och Tim Macuga. De är kända för sin unika stil av post-punk, som blandar olika element från shoegazing, prock, industri, ambient och drone.

## Historia
Have a Nice Life bildades 2000 i Connecticut av Dan Barret och Tim Macuga. Bandets första album Deathconsciousness, 2008, har sedan debuten nått en kultstatus bland bandets fans. År 2010 kom EP:n Time of Land och efter det de två albumen The Unnatural World och Sea of Worry. 

## Diskografi

### Studioalbum
- Deathconsciousness (2008)
- The Unnatural World (2014)
- Sea of Worry (2019)

### Samlingsalbum
- Voids (2009)

### Ep
- Time of Land (2010)

### Live album
- Live på The Stone NYC (2010)